# Diogo I del Congo

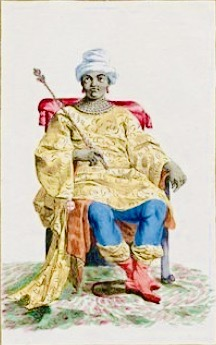
ilustración de Diego I de Congo.

Diogo I, también llamado Nkumbi a Mpudi fue manicongo (rey del Congo) entre 1545 y 1561. El rey Diogo I era nieto del rey Afonso I y ocupó el trono del Reino del Congo tras derrocar a su tío Pedro I, lo que obligó a este último refugiarse en una de las iglesias católicas construidas por los portugueses en la capital, São Salvador. 
Diogo I llevó a cabo una investigación en 1550, de la que queda constancia documental, sobre un complot en su contra impulsado por su tío, el rey depuesto. En 1555, el rey decidió cortar todos los vínculos con Portugal, a la que consideraba como una potencial amenaza y una intromisión en el reino, expulsando a los 70 ciudadanos portugueses que residían en el reino. Ello no obstante, el rey Diogo I promovió la implantación de la fe católica en el Congo, labor ya iniciada por Afonso I durante su reinado, debido principalmente a la influencia portuguesa. Aunque Afonso I había creado un modelo inicial para la Iglesia católica en el Congo, Diogo I espera extenderlo a lo largo de las zonas rurales y también a los países vecinos. 
Después de su muerte en 1561, fue sucedido por su hijo ilegítimo Afonso II.